# Naunhof (Ebersbach)

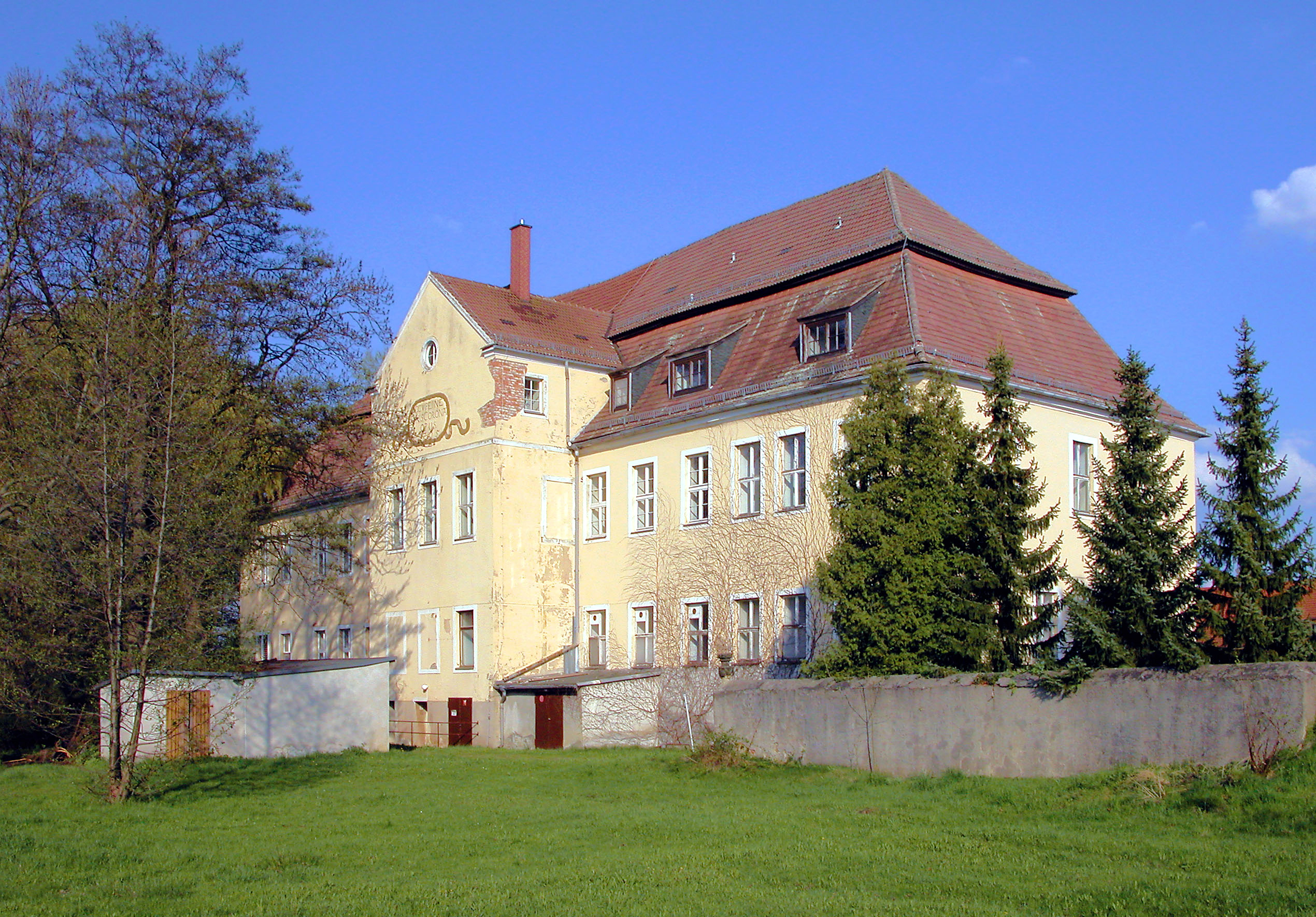
Schloss Naunhof (2006)

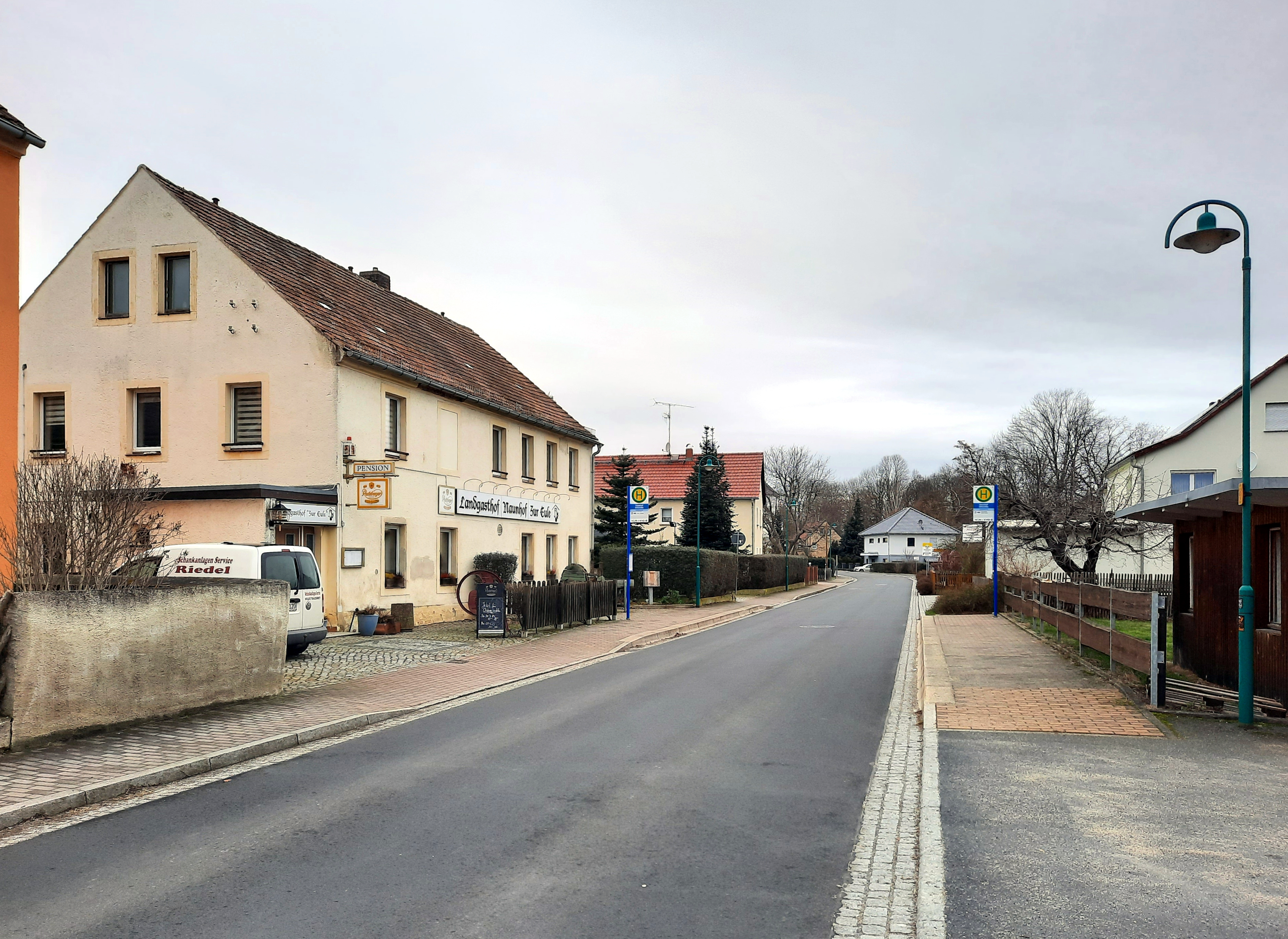
Alte Dorfstraße mit Gasthof „Zur Eule“ (2024)

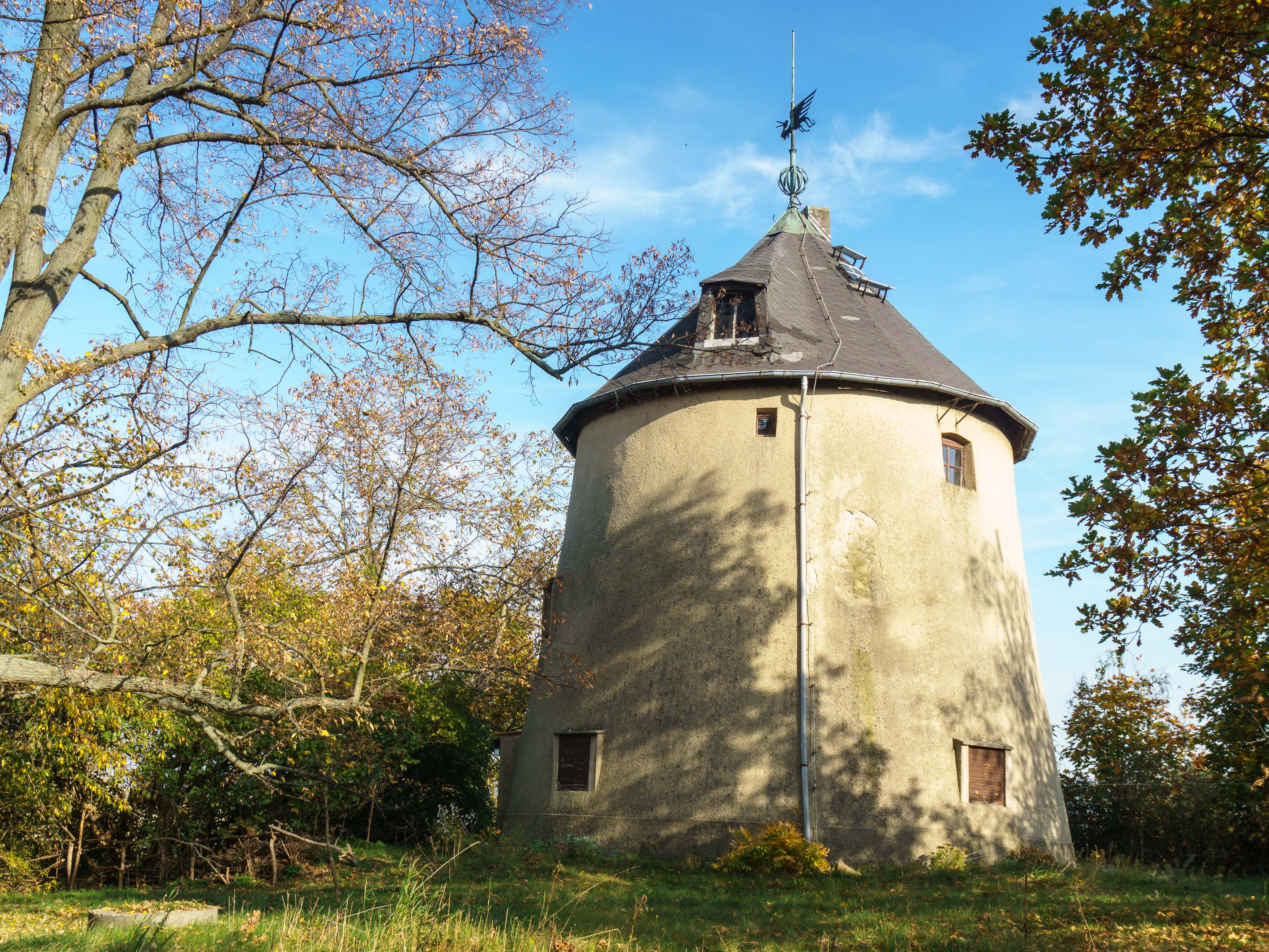
Holländermühle (2017)

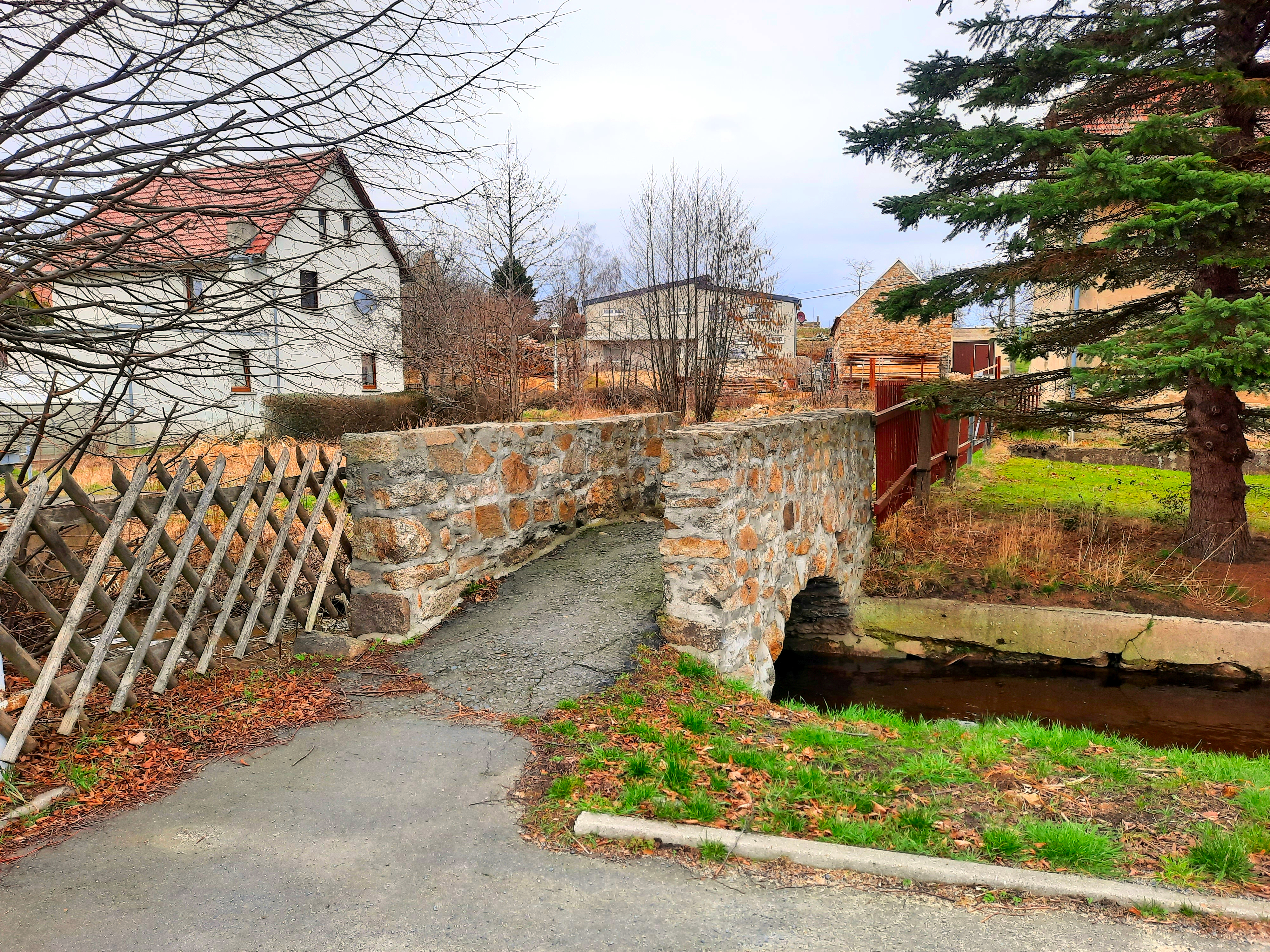
Brücke über den Hopfenbach (2024)

Naunhof ist ein Ortsteil der Gemeinde Ebersbach in Form eines Straßenangerdorfes und liegt im Tal des Hopfenbaches.

## Geschichte
Naunhof wurde 1288 erstmals urkundlich als Nuenhofe erwähnt, was für so viel wie Neuer Hof steht.

## Religion
Naunhof besitzt eine ev.-luth. Kirche.

## Kultur und Sehenswürdigkeiten

### Schlosspark
Der Schlosspark Naunhof wurde 1705 von Curt Christoph von Peine erbaut und 1757 von Johann Adolph von Loß umgebaut. 1864 erlitt das Schlossgebäude am westlichen Ende des Parks einen schweren Brand. Heute ist es keinem baulich guten Zustand und wird nicht genutzt.
In West-Ost-Richtung erstrecken sich über etwa zwei Kilometer drei vom Hopfenbach gespeiste Teiche, in denen heute unter anderem Karpfen, Schleien, Hechte und Zander gezüchtet werden. Früher dienten sie auch als Löschwasserteiche. Der Park ist überwiegend von Eichen und Ulmen geprägt, wodurch er sehr pflegeleicht ist. Mit zahlreichen Informationstafeln an den Teichen wird auf die Geschichte sowie Flora und Fauna des Parks aufmerksam gemacht.
Nördlich des Parks befindet sich ein Parkplatz.

### Vereine
- Sportverein Am Hopfenbach 1990 e.V.
- Schützenverein Naunhof e.V.
- Jugendverein Naunhof e.V.
- GMR Spot, Tuninggruppe

### Kulinarische Spezialitäten
- Landgasthof Naunhof Zur Eule

## Verkehr
Naunhof ist über Radeburg von der Autobahn A 13 zu erreichen.
In Naunhof verkehrt eine Buslinie zwischen Großenhain und Coswig, wo Anschluss an das Eisenbahnnetz besteht.